# Harry Harrison

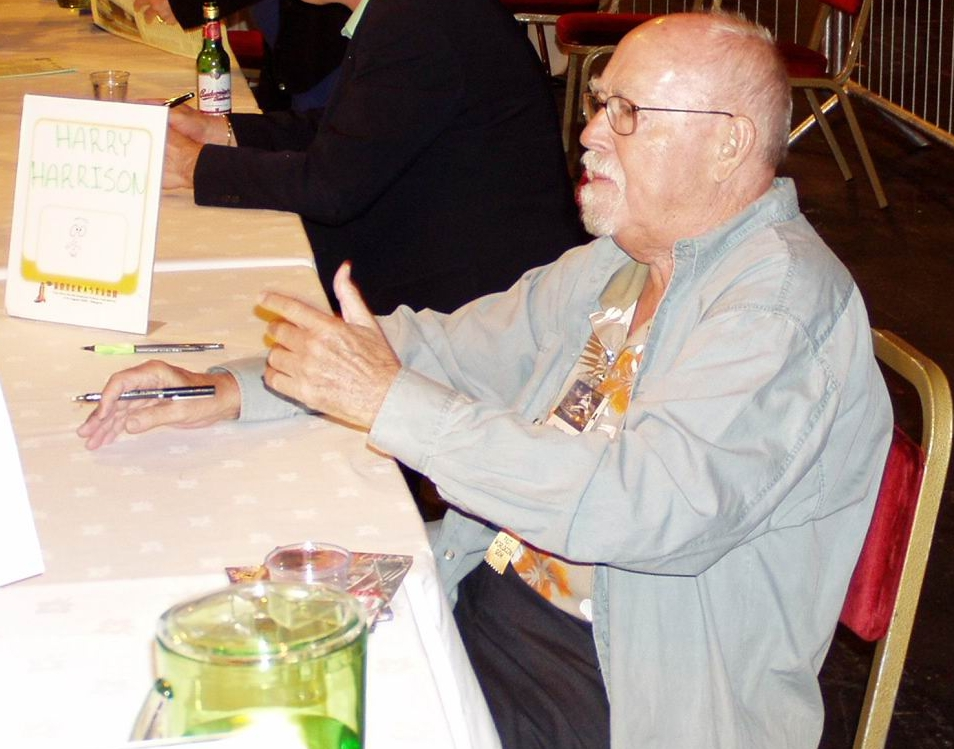
Harrison vid det 63:e World Science Fiction Convention, i Glasgow i augusti 2005.

Harry Maxwell Harrison, född 12 mars 1925 i Stamford, Connecticut, död 15 augusti 2012, var en amerikansk science fiction-författare. Han belönades 1973 med Nebulapriset för bästa dramatisering av sin egen roman Ge plats! Ge plats! (Make Room! Make Room!), som 1973 blev filmen Soylent Green - USA år 2022. Harrison var även serietecknare och var mannen bakom dagstripsserien Blixt Gordon på 50- och 60-talet. 